# 배호
배호(裵湖, 1942년 4월 24일 ~ 1971년 11월 7일)는 대한민국의 가수이다. 본관은 성주, 아명(兒名)은 배신웅(裵信雄)이며, 본명(本名, 호적명)은 배만금(裵晩今)이다. 1960년대 후반에 〈누가 울어〉, 〈돌아가는 삼각지〉, 〈안개 낀 장충단 공원〉등의 히트곡을 남겼다.

## 생애
배호는 1942년 4월 24일, 중화민국 산둥 성 지난(현재의 산둥성과 지난은 모두 중화인민공화국 영토)에서 광복군이었던 배국민과 그의 부인 김금순의 장남이자 첫째로 태어났다. 아버지 배국민은 평안북도 철산 출신이며, 어머니 김금순은 신의주 출신이다. 출생 당시 이름은 배만금(裵晩今)이며, 중학교 1학년생 때 배신웅(裵信雄)으로 개명하였다. 1945년 해방 이후 부모를 따라 고국에 귀국한 이후 경기도 인천의 수용소에서 생활하다 1946년 4월부터 서울 창신동의 적산가옥에서 살았다. 서울창신국민학교를 졸업하고, 경상남도 부산 삼성중학교에 입학하였으나 집안의 어려운 사정상1956년 2학년 1학기를 마치고 중퇴했다.
중학교 중퇴 이후로도 가난에 시달렸으며, 1957년에서 1964년까지 서울중앙방송 악단장과 1964년에서 이듬해 1965년까지 TBC 동양방송 악단장을 지낸 외숙부 김광수 그리고 MBC 문화방송 초대 악단장을 지낸 김광빈 악단, 동화, 천지, MBC악단, 김인배 악단 등에서 드럼을 연주하며 음악 활동을 시작했다. 12인조 '배호와 그 악단' 밴드를 결성해 서울 낙원동 프린스 카바레 등에서 활동하며 이름을 알렸다.
1966년 신장염에 걸렸으며 1967년 배상태가 작곡한〈돌아가는 삼각지〉를 발표했다. 그 후 1971년 10월 MBC 라디오 이종환의 별이 빛나는 밤에 프로그램 출연 후 집에 가는 길에 비를 맞고 가면서 감기에 걸려 신장염이 재발했고, 병원에 입원했다가 1971년 11월 7일 결국 숨졌다. 당시 그의 나이는 만 29세로, 미혼이었다. 묘지는 경기도 양주시 신세계 공원묘지에 있다.
1981년 실시된 MBC 특집 여론 조사에서 '가장 좋아하는 가수' 1위로 선정되었으며, 2005년 6월 '광복 60년 기념 KBS 가요무대' 여론조사에서 '국민에게 가장 사랑받은 국민가수 10인'으로 선정되었다.
어머님 , (1938년생 <호랑이띠>), )1942년생,  외삼촌 - 김광빈 작곡가 선생님, 월간  <아리랑>...!!! 고맙습니다...!!!

## 작품 활동
가수 생활 5년 동안 10여 개 음반사에서 20여 장의 음반을 발매했으며, 총 200여 곡을 남겼다.
- 1963년(21세): 예명 ‘배호’로 데뷔, 데뷔곡 〈굿바이〉, 〈사랑의 화살〉 (오리엔트 레코드) 발표
- 1964년(22세)~1965년(23세): 데뷔곡 음반 취입 -〈두메산골〉등 6곡 (톱 힛트 레코드), 캄보 밴드 '배호와 그 악단' 운영
- 1966년(24세): 신장염 발병, 〈황금의 눈〉 (지구 레코드) 및 〈홍콩 66번지〉 (신세기 레코드) 발표
- 1967년(25세)
  - 〈누가 울어〉, 〈안개속으로 가 버린 사람〉 (뉴스타 전속) 등을 병상에서 발매
  - 〈돌아가는 삼각지〉 (아세아 전속) 발표[3]
- 1967년~1968년(26세): 각 매스컴 주최 행사에서 가수상 수상: MBC 10대 가수상(라디오)[4]·TBC 방송가요대상 등, 각종 영화 출연
- 1969년(27세)~1970년(28세): MBC 10대 가수상(TV) 등 (신세기 전속, 지구 전속) 가수활동 5년 동안 총 30여개 부문에서 각종 가수상 수상
- 1971년 7월(29세): 〈마지막 잎새〉, 〈영시의 이별〉등 마지막 음반 발표, 11월 7일 영면

## 기타 비고 사안
- 배호가 노래한 돌아가는 삼각지에 건설됐던 용산의 입체 교차로는 노래가 히트한 해인 1967년에 건설됐다가 1994년에 철거됐다. 현재는 〈돌아가는 삼각지〉 노래비, 배호로, 배호 동상 등이 남아있다.
- 1971년 11월 11일 예총 회관에서 치러진 장례식에는 소복을 입은 젊은 여인들이 수백 미터 늘어섰다고 한다.
- "서양에는 베토벤, 동양에는 배호" 라고 할 정도로 음악성과 사후 인기가 상당한 가수이다.
- 전국에 모두 네 개 노래비가 세워져 있다(용산구: 〈돌아가는 삼각지〉, 묘지: 〈두메산골〉, 경주시: 〈마지막 잎새〉, 강릉시: 〈파도〉).

## 가족 관계
- 아버지: 배국민(1912년 출생 ~ 1955년 8월 21일 사망, 한국광복군 대위 전역.)
- 어머니: 김금순(1918년 11월 19일 출생 ~ 1995년 9월 9일 사망.)
- 큰아버지: 배경진(1910년 4월 18일 출생 ~ 1948년 12월 30일 사망, 1946년 12월 3일 대한광복군 상사 전역.)
- 남동생: 배천금(유아때 사망)
- 여동생: 배명신(1953년 5월 6일 출생 ~ 2003년 1월 2일 사망)
- 외삼촌: 김광빈(1922년 10월 4일 출생 ~ 2008년 12월 1일 사망)
- 외숙모: 안마미(1937년 출생 ~ )

## 서훈
- 2003년 옥관문화훈장(4등급, 추서)

## 같이 보기
- 차중락
- 하청일